# Константин Моравенов
Константин Душков Моравенов е общественик от времето на българското Възраждане.

## Биография
Произхожда от копривщенския род Моравенови. Получава училищно образование на гръцки език в родния си Пловдив и в Брашов. По собствените му думи усвоява добре български едва в зряла възраст, към 1845 г. До 1866 г. живее в Пловдив и води там търговия. Посмъртно издадените негови спомени са важен извор за обществения живот в града по време на църковно-националното движение. Самият Моравенов дейно участва в борбата за българска църковна самостоятелност и поддържа връзки с Найден Геров и Стоян Чомаков. През 1866 г. се преселва в Цариград, където работи с търговските кантори на своя братовчед Гаврил Атанасов Моравенов и на Христо Тъпчилещов. За кратко време е ковчежник на новоучредената Българска екзархия (1872). Завръща се в Пловдив през 1875 г. След Освобождението служи в председателстваната от Йоаким Груев съдебна комисия и става един от първите нотариуси в Източна Румелия.

## Съчинения
- Моравенов, К. Паметник за пловдивското християнско население в града и за общите заведения по произносно предание, подарен на Българското читалище в Цариград 1869. Пловдив, 1984